# The Mating of Marcella
The Mating of Marcella er en amerikansk stumfilm fra 1918 af Roy William Neill.

## Medvirkende
- Dorothy Dalton - Marcella Duranzo
- Thurston Hall - Robert Underwood
- Juanita Hansen - Lois Underwood
- William Conklin - Count Louis Le Favri
- Donald MacDonald - Jack Porter